# Conte Borella
Giovanni Antonio Secco Borella, detto Conte Borella (Milano, ... – Milano, 1498), è stato un condottiero, militare e politico italiano.

## Biografia
Figlio del nobile Antonio Secco detto "il Bello" e di Anastasia Tolentino, fu il fondatore della famiglia Borella o Secco Borella e fu conosciuto anche con il nome di Borella da Caravaggio. 
Nel 1470 venne inviato dal duca di Milano Galeazzo Maria Sforza come ambasciatore presso il re Ferrante d'Aragona. Il re di Napoli lo infeudò di Borello (oggi Laureana di Borrello), da cui trasse il soprannome di Conte Borella. Rientrato in Lombardia, nel 1470 ricoprì la carica di Cavallerizzo Maggiore e Prefetto delle Scuderie Ducali del duca di Milano Galeazzo Maria Sforza. Nel luglio del 1470 tenne a battesimo il primogenito del duca di Milano. 
Nel 1475 venne creato dal duca di Milano conte di Vimercate e di quaranta terre della sua pieve (Arcore, Aicurzio, Bellusco con San Nazaro, Bernareggio, Camparada, Carnate, Concorezzo, Lesmo, Omate, Oreno, Ornago, Sulbiate Superiore, Sulbiate Inferiore, Usmate, Velate, Velasca, Ruginello, Passirano, Ronco, etc.). Nel gennaio 1477 fu creato governatore di Pavia. 
Nel luglio 1478, con Pietro Dal Verme e Giampietro Bergamino, fu inviato in Liguria per affrontare i genovesi in rivolta e, nell'agosto dello stesso anno, venne sconfitto e fatto prigioniero dal San Severino nella battaglia di Busalla. Liberato, si spostò su ordine del duca di Milano, accompagnato dal Bergamino, per soccorrere gli abitanti di Claro, attaccati dagli svizzeri, ma venne sconfitto dagli svizzeri nella battaglia di Giornico. Nel 1482 fu commissario ducale a Parma e nell'aprile dello stesso anno assediò Noceto. Insieme a Costanzo Sforza, contrastò nel cremonese l'avanzata dei veneziani; in seguito coadiuvò nel ferrarese le truppe di Ercole d'Este. Nel novembre 1486 si spostò a Vercelli con Carlo Barbiano da Belgioioso, per assistere il duca Carlo di Savoia attaccato con 200 lance dal marchese Ludovico di Saluzzo. Dopo vari fatti d'arme, nel 1488 venne nominato governatore di Forlì da Caterina Sforza. Dal 1493 venne aggregato al Consiglio Segreto di Milano. 
È ricordato, oltre che da tutti gli storici che scrissero della storia del Ducato di Milano del XV secolo, anche dal poeta Bernardo Bellincioni ("Conte Borella mio grato et humano..."). Si sposò con Fiorbellina de' Caimi che gli diede un figlio, Antonio, che divenne il secondo conte di Vimercate. Dopo aver ricoperto anche la carica di governatore di Piacenza, oramai anziano venne scelto nel 1495 dal duca di Milano Ludovico Sforza come precettore del figlio Massimiliano. Fu uno dei principali personaggi della corte visconteo-sforzesca. Morì in Milano nel 1498 e fu sepolto nella chiesa di Santa Maria delle Grazie, all'interno della cappella di San Lodovico (San Luigi).